# Auguste Van de Verre
Auguste Van de Verre foi um arqueiro belga. Ele ganhou duas medalhas de ouro nas Tiro com arco nos Jogos Olímpicos de Verão de 1920.